# Plánkonvex tégla
A plánkonvex tégla a kora ókor egy szakaszának jellegzetes építőanyaga. A név a plan („sík”) és konvex („domború”) szavak összetétele. A „síkdomború” tégla, amelynek egyik felülete ívelt, körülbelül egy időben tűnik fel Mezopotámiában és az ókori Egyiptomban, az i. e. 4. évezred végén. Az öt oldalon egyenes, a hatodikon domború tégla 30×30 centiméter körüli, vastagsága 6–8 centiméter.

## Mezopotámia
Mezopotámiában i. e. 3000 körüliek az első ismert nyomai. A sumer építészet szokvány építőeleme lett. Érdekessége, hogy a sumerek eredetileg egyenes téglát használtak, amellyel könnyebb építkezni, ez volt a szíjtégla. A váltást talán a téglakészítés technológiájának változása okozta. A plankonvex téglát egy laposra nyújtott agyaglepényből formázták ki, amelyet három rétegben összetekertek, majd megszárítottak, ezért a folyamközi változatát „göngyölt tégla” néven is ismerjük. A tégla alsó fele így lapos lett, felső része pedig a hajtogatásból eredően domború. Emellett az útburkolatokban is megjelenik a körülbelül 10×19×34 centiméteres plánkonvex tégla, így az is elképzelhető, hogy speciálisan erre találták ki, majd innen terjedt el az épületfalakban is.
A falazás ezzel a téglával bonyolult volt. A falak állékonysága érdekében rétegeket raktak, amelyekben különböző módon helyezték el a téglát. Leggyakrabban három sort vízszintesen helyeztek egymásra, majd két sort 45°-ban döntve, halszálkaszerűen raktak rá. A döntött sorok az egyenes téglából rendes falazással húzott sarokoszlopnak támaszkodtak. Használati időszakának második felében már nemcsak szárították, de égették is. A falazatokban kötőanyag, azaz habarcs nem volt, az állékonyságot legfeljebb egyszerű sártapasztás segíthette elő. A sárkötést valószínűsíti, hogy a tégla domború felébe általában árkot vájtak, ami a kötőanyag tapadását növelte. Vastag, akár több méter széles falakat építettek így.
A plánkonvex tégla körülbelül nyolc évszázadon át volt használatban, Entemena idejéből származik az utolsó ismert előfordulása (i. e. 23. század körül). Ezután a plánkonvex téglát újra az egyenes tégla váltotta fel.

## Egyiptom
Az ókori Egyiptomban a Nagada-kultúra második szakaszában, a Nagada II-ben jelenik meg a plánkonvex tégla, körülbelül i. e. 3400 táján. Az abüdoszi Umm el-Kaáb temetőben előkelők négyzetes veremsírjainak felszín fölé nyúló falát építették ezzel az építőanyaggal. Sokáig tartotta magát az a vélemény (részben éppen a plánkonvex tégla megjelenése miatt), hogy Egyiptomban mezopotámiai hatásra indult meg a tégla alkalmazása. Ma már helyi fejlődés eredményének tartják.
Ezt erősíti, hogy az egyiptomi falazatok más technikával készültek. Itt a domború oldal kifelé nézett – rusztikus külsőt kölcsönözve a falnak, amiből később a kazettás palotahomlokzat-motívum is kialakult –, a szembeni egyenes oldal pedig a belső tér felé. Ezzel a technológiával könnyebb volt falat építeni, és a domború oldal mindjárt a fal díszítését is alkotta.
Egyiptomban viszonylag rövid ideig alkalmazták ezt a téglatípust, a dinasztikus időkben már ritka.

## Külső hivatkozások
- Mezős Tamás: A tégla alkalmazása történeti falszerkezetekben[halott link]
- Az Ur-i királysírok és temető feltárása és kincsei
- A tégla története
- Régészeti fogalomtár
- Early Dynastic period (Early Bronze Age) in the Diyala River Basin
- THE EXCAVATIONS AT UR OF THE CHALDEES